# Кавендиш-Бентинк, Уильям, 3-й герцог Портленд
Уильям Кавендиш-Бентинк, 3-й герцог Портлендский (англ. William Cavendish-Bentinck, 3rd Duke of Portland; 14 апреля 1738 — 30 октября 1809) — премьер-министр Великобритании в 1783 и с 1807 по 1809 годы. Представитель рода Бентинков. Отец индийского губернатора Уильяма Бентинка.

## Биография
Бентинк начинал карьеру как член верхней палаты, во время войны с американскими колониями постоянно находился в рядах оппозиции. 21 апреля 1783 был назначен первым лордом казначейства и возглавил правительство коалиции Фокса-Норта, но в том же году 21 декабря принужден был уступить место министерству Питта и находился в оппозиции к нему до 1792 года, когда начал борьбу против Французской революции, а вместе с тем поддерживал и правительство. 11 июля 1794 занял место статс-секретаря внутренних дел и 31 марта 1807 году ещё раз назначен первым лордом казначейства и главою министерства. Умер в 1809 году.

## Брак и дети
8 ноября 1766 года Портленд женился на леди Дороти Кавендиш, дочери Уильяма Кавендиша, 4-го герцога Девонширского и Шарлотты Элизабет Бойл, баронессы Клиффорд (1731—1754), дочери и наследнице Ричарда Бойла, 3 графа Бёрлингтона (известного архитектора). У пары родилось 6 детей:
- лорд Уильям Кавендиш-Скотт-Бентинк, 4-й герцог Портлендский (24 июня 1768 — 27 марта 1854);
- лорд Уильям Генри Кавендиш-Бентинк (14 сентября 1774 — 17 июня 1839);
- леди Шарлотта Кавендиш-Бентинк (3 октября 1775 — 28 июля 1862). Замужем за Чарльзом Гревиллем;
- леди Мэри Кавендиш-Бентинк (13 марта 1779 — 6 ноября 1843);
- лорд Чарльз Бентинк (3 октября 1780 — 28 апреля 1826) — дедушка по отцовской линии Сесиллии Боуз Лайон, графини Стратморской и Кингхорнской.
- лорд Фредерик Кавендиш-Бентинк (2 ноября 1781 — 11 февраля 1828), женат с 16 сентября 1820 года на леди Мэри Лоутер (ум. в 1863 г.), дочери Уильяма Лоутера, 1-го графа Лонсдейла. Их сын: Джордж Кавендиш-Бентинк.